# Darsberg
Darsberg ist ein Dorf mit über 500 Einwohnern und ein Stadtteil von Neckarsteinach im südhessischen Landkreis Bergstraße.

## Geografische Lage

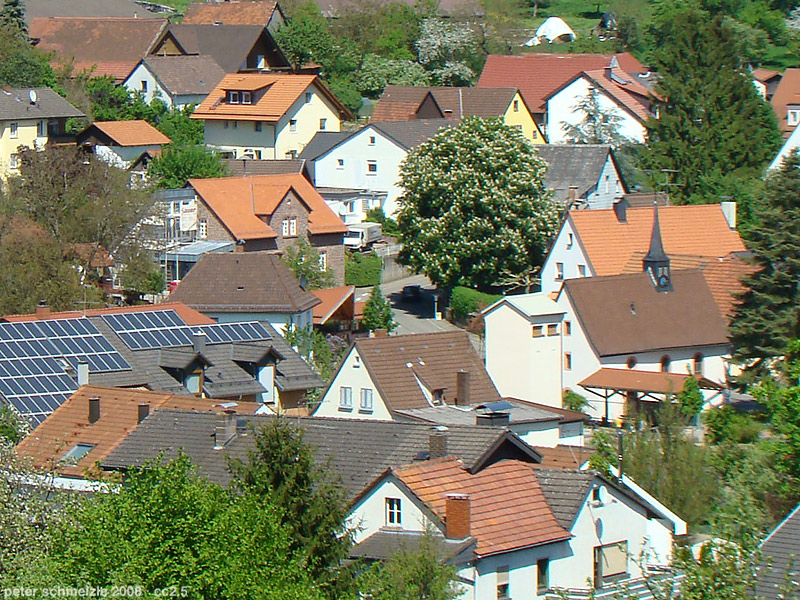
Ortsmitte mit altem Schulhaus und Sebastianskapelle

Darsberg liegt im südlichsten Zipfel Hessens nahe dem Neckartal etwa zwei Kilometer nordöstlich der Kernstadt Neckarsteinach im südlichen Odenwald auf ca. 350 Metern Höhe. Die Kreisstraße K 38 von Neckarsteinach in den Ortsteil Grein führt durch Darsberg.

## Geschichte

### Ortsgeschichte
Erstmals wird Darsberg in einer Urkunde aus dem Jahr 1174 als Tagersperch erwähnt. Damals vergaben die Bischöfe von Worms den Ort als Lehen an die Landschad von Steinach und die Ritter von Hirschhorn. Als Gründungsjahr des Dorfes gilt indes 1329, da in diesem Jahr in einem Lehensbrief des Gerlach von Worms an Ritter Hans von Hirschhorn erstmals ausdrücklich das Dorff zum Darsperg erwähnt wird. Darsberg und Neckarsteinach hatten einst eine gemeinsame Gemarkung.
In der zweiten Hälfte des 15. Jahrhunderts entstand die Sebastianskapelle. Zu jener Zeit war Darsberg für die Neckarsteinacher Burgherren von Bedeutung, weil ihr einziger Weg ins Hinterland durch den Ort führte. Im Dreißigjährigen Krieg, dem Pfälzischen Erbfolgekrieg, dem Spanischen Erbfolgekrieg und den Koalitionskriegen wurde Darsberg in Mitleidenschaft gezogen.
Nachdem das Adelsgeschlecht von Steinach 1653 ausgestorben war, wechselte Darsberg mehrmals den Besitzer: Zwischenzeitlich gehörte es zur Kurpfalz, zu Baden und zu Hessen, dann wieder zu den Hochstiften Worms und Speyer. Im Reichsdeputationshauptschluss des Jahres 1803 kam der Ort dann im Zuge der Mediatisierung endgültig zu Hessen.
Die Statistisch-topographisch-historische Beschreibung des Großherzogthums Hessen berichtet 1829 über Darsberg:

„Darsberg (L. Bez. Hirschhorn); evangl. protest. und kath. Filialdorf; liegt an dem Ulvenbach, 1 St, von Hirschhorn und hat 1 kleine Kirche, 26 Häuser und 218 Einw.; unter denen sich 177 evangel. prot. und 41 kath. befinden. Die Herrn von Hirschhorn besaßen 1628 noch Leibeigene hier. Das Dorf, das früher zum Ritterkanton Odenwald gehörte, kam 1802 von Mainz an Hessen.“

In Hessen wechselte mehrfach die Zugehörigkeit zu Kreisen und Bezirken, ehe Darsberg 1938 dem Landkreis Bergstraße angegliedert wurde.
Im Zuge der Gebietsreform in Hessen wurde die bis dahin selbstständige Gemeinde Darsberg am 1. Oktober 1971 auf freiwilliger Basis in die Stadt Neckarsteinach eingemeindet. Für Darsberg sowie für die übrigen nach Neckarsteinach eingegliederten Gemeinden wurden Ortsbezirke mit Ortsbeirat und Ortsvorsteher nach der Hessischen Gemeindeordnung gebildet.

### Verwaltungsgeschichte im Überblick
Die folgende Liste zeigt die Staaten und Verwaltungseinheiten, denen Darsberg angehört(e):
- vor 1803: Heiliges Römisches Reich, (Hochstift Worms, Amt Neckar-Steinach und Hochstift Speyer, Amt Grombach) je zur Hälfte
- ab 1803: Heiliges Römisches Reich, Landgrafschaft Hessen-Darmstadt,[Anm. 2] Fürstentum Starkenburg, Amt Neckar-Steinach
- ab 1806: Großherzogtum Hessen,[Anm. 3] Fürstentum Starkenburg, Amt Neckar-Steinach[11]
- ca. 1812: Großherzogtum Hessen, Fürstentum Starkenburg, Amt Hirschhorn[12]
- ab 1815: Großherzogtum Hessen[Anm. 4], Provinz Starkenburg, Amt Hirschhorn
- ab 1821: Großherzogtum Hessen, Provinz Starkenburg, Landratsbezirk Hirschhorn[Anm. 5]
- ab 1832: Großherzogtum Hessen, Provinz Starkenburg, Kreis Bensheim
- ab 1840: Großherzogtum Hessen, Provinz Starkenburg, Kreis Heppenheim
- ab 1848: Großherzogtum Hessen, Regierungsbezirk Heppenheim
- ab 1852: Großherzogtum Hessen, Provinz Starkenburg, Kreis Lindenfels
- ab 1865: Großherzogtum Hessen, Provinz Starkenburg, Kreis Heppenheim
- ab 1871: Deutsches Reich,[Anm. 6] Großherzogtum Hessen, Provinz Starkenburg, Kreis Heppenheim
- ab 1918: Deutsches Reich, Volksstaat Hessen,[Anm. 7] Provinz Starkenburg, Kreis Heppenheim
- ab 1938: Deutsches Reich, Volksstaat Hessen, Landkreis Bergstraße[13][Anm. 8]
- ab 1945: Amerikanische Besatzungszone,[Anm. 9] Groß-Hessen, Regierungsbezirk Darmstadt, Landkreis Bergstraße
- ab 1946: Amerikanische Besatzungszone, Land Hessen, Regierungsbezirk Darmstadt, Landkreis Bergstraße
- ab 1949: Bundesrepublik Deutschland, Land Hessen, Regierungsbezirk Darmstadt, Landkreis Bergstraße
- ab 1971: Bundesrepublik Deutschland, Land Hessen, Stadt Neckarsteinach[Anm. 10]

## Bevölkerung

### Einwohnerstruktur 2011
Nach den Erhebungen des Zensus 2011 lebten am Stichtag dem 9. Mai 2011 in Darsberg 513 Einwohner. Darunter waren 24 (4,7 %) Ausländer. Nach dem Lebensalter waren 51 Einwohner unter 18 Jahren, 186 waren zwischen 18 und 49, 120 zwischen 50 und 64 und 111 Einwohner waren älter. Die Einwohner lebten in 226 Haushalten. Davon waren 81 Singlehaushalte, 66 Paare ohne Kinder und 66 Paare mit Kindern, sowie 15 Alleinerziehende und 3 Wohngemeinschaften. In 54 Haushalten lebten ausschließlich Senioren und in 150 Haushalten lebten keine Senioren.

### Einwohnerentwicklung
| • 1806: | 174 Einwohner, 24 Häuser |
| • 1829: | 218 Einwohner, 26 Häuser |
| • 1867: | 238 Einwohner, 32 Häuser |

| Darsberg: Einwohnerzahlen von 1806 bis 2022 | Darsberg: Einwohnerzahlen von 1806 bis 2022 | Darsberg: Einwohnerzahlen von 1806 bis 2022 | Darsberg: Einwohnerzahlen von 1806 bis 2022 | Darsberg: Einwohnerzahlen von 1806 bis 2022 |
| --- | ------------------------------------------- | ------------------------------------------- | ------------------------------------------- | ------------------------------------------- |
| Jahr |                                             |                                             |                                             | Einwohner                                   |
| 1806 | 1806                                        |                                             | 174                                         | 174                                         |
| 1829 | 1829                                        |                                             | 218                                         | 218                                         |
| 1834 | 1834                                        |                                             | 209                                         | 209                                         |
| 1840 | 1840                                        |                                             | 234                                         | 234                                         |
| 1846 | 1846                                        |                                             | 250                                         | 250                                         |
| 1852 | 1852                                        |                                             | 262                                         | 262                                         |
| 1858 | 1858                                        |                                             | 264                                         | 264                                         |
| 1864 | 1864                                        |                                             | 247                                         | 247                                         |
| 1871 | 1871                                        |                                             | 251                                         | 251                                         |
| 1875 | 1875                                        |                                             | 252                                         | 252                                         |
| 1885 | 1885                                        |                                             | 255                                         | 255                                         |
| 1895 | 1895                                        |                                             | 262                                         | 262                                         |
| 1905 | 1905                                        |                                             | 266                                         | 266                                         |
| 1910 | 1910                                        |                                             | 260                                         | 260                                         |
| 1925 | 1925                                        |                                             | 292                                         | 292                                         |
| 1939 | 1939                                        |                                             | 255                                         | 255                                         |
| 1946 | 1946                                        |                                             | 361                                         | 361                                         |
| 1950 | 1950                                        |                                             | 376                                         | 376                                         |
| 1956 | 1956                                        |                                             | 381                                         | 381                                         |
| 1961 | 1961                                        |                                             | 439                                         | 439                                         |
| 1967 | 1967                                        |                                             | 448                                         | 448                                         |
| 1970 | 1970                                        |                                             | 445                                         | 445                                         |
| 1980 | 1980                                        |                                             | ?                                           | ?                                           |
| 1990 | 1990                                        |                                             | ?                                           | ?                                           |
| 2002 | 2002                                        |                                             | 548                                         | 548                                         |
| 2010 | 2010                                        |                                             | 549                                         | 549                                         |
| 2011 | 2011                                        |                                             | 513                                         | 513                                         |
| 2022 | 2022                                        |                                             | 471                                         | 471                                         |
| Datenquelle: Historisches Gemeindeverzeichnis für Hessen: Die Bevölkerung der Gemeinden 1834 bis 1967. Wiesbaden: Hessisches Statistisches Landesamt, 1968. Weitere Quellen: bis 1970; Stadt Neckarsteinach 2002, 2010 aus webarchiv; Zensus 2011 |                                             |                                             |                                             |                                             |

### Historische Religionszugehörigkeit
| • 1829: | 177 evangelisch protestantische (= 81,19 %), und 41 katholische (= 18,81 %) Einwohner |
| • 1961: | 277 evangelische (= 63,10 %), 124 katholische (= 28,25 %) Einwohner                   |

## Politik
Für Darsberg besteht ein Ortsbezirk (Gebiete der ehemaligen Gemeinde Darsberg) mit Ortsbeirat und Ortsvorsteher nach der Hessischen Gemeindeordnung.
Der Ortsbeirat besteht aus sieben Mitgliedern. Seit der Kommunalwahl 2016 gehören alle Mitglieder der „Bürgerliste Darsberg“ (BLD) an. Ortsvorsteher ist Holger Ludwig.

## Kultur und Sehenswürdigkeiten

### Bauwerke
Die Sebastianskapelle von Darsberg ist ein spätgotischer Bau aus dem 15. Jahrhundert. Nahe der Sebastianskapelle ist ein altes Steinkreuz am Dorfplatz in eine Wand eingelassen. Am Alten Schulhaus befindet sich ein historischer Wappenstein.

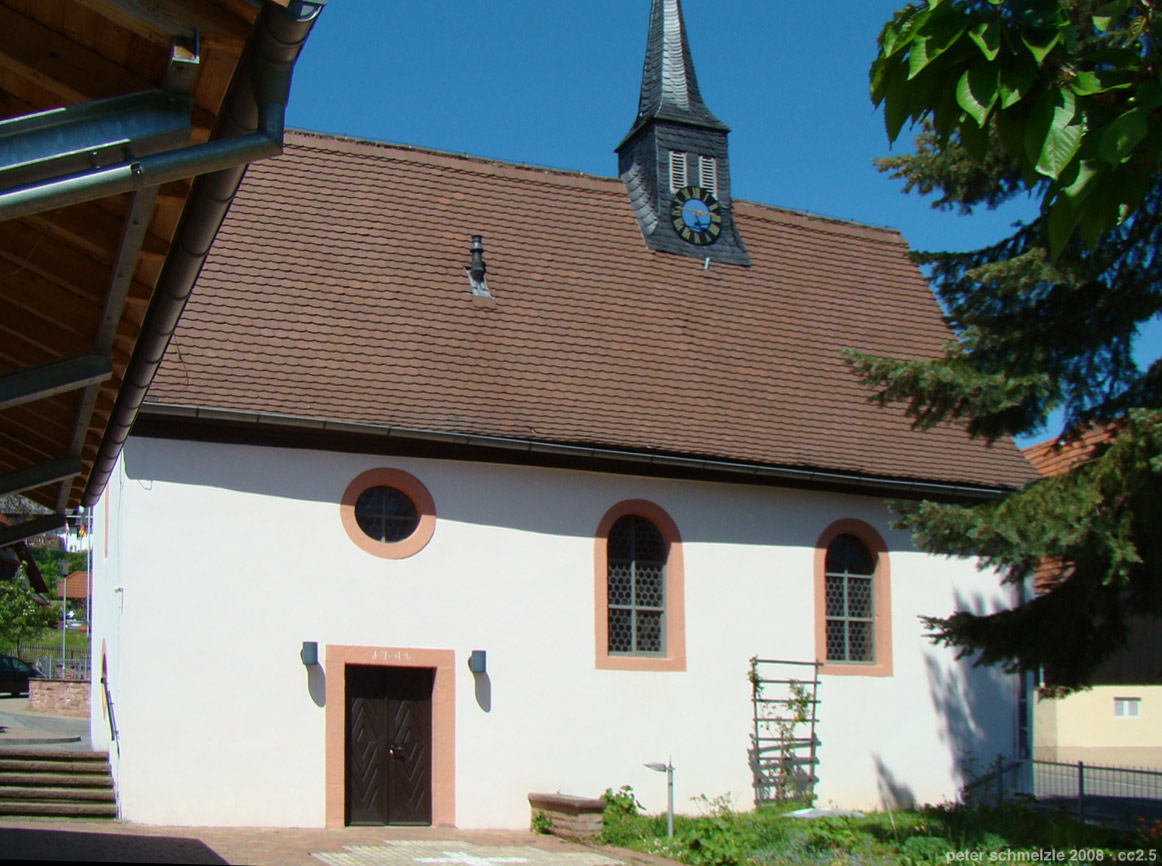
Sebastianskapelle
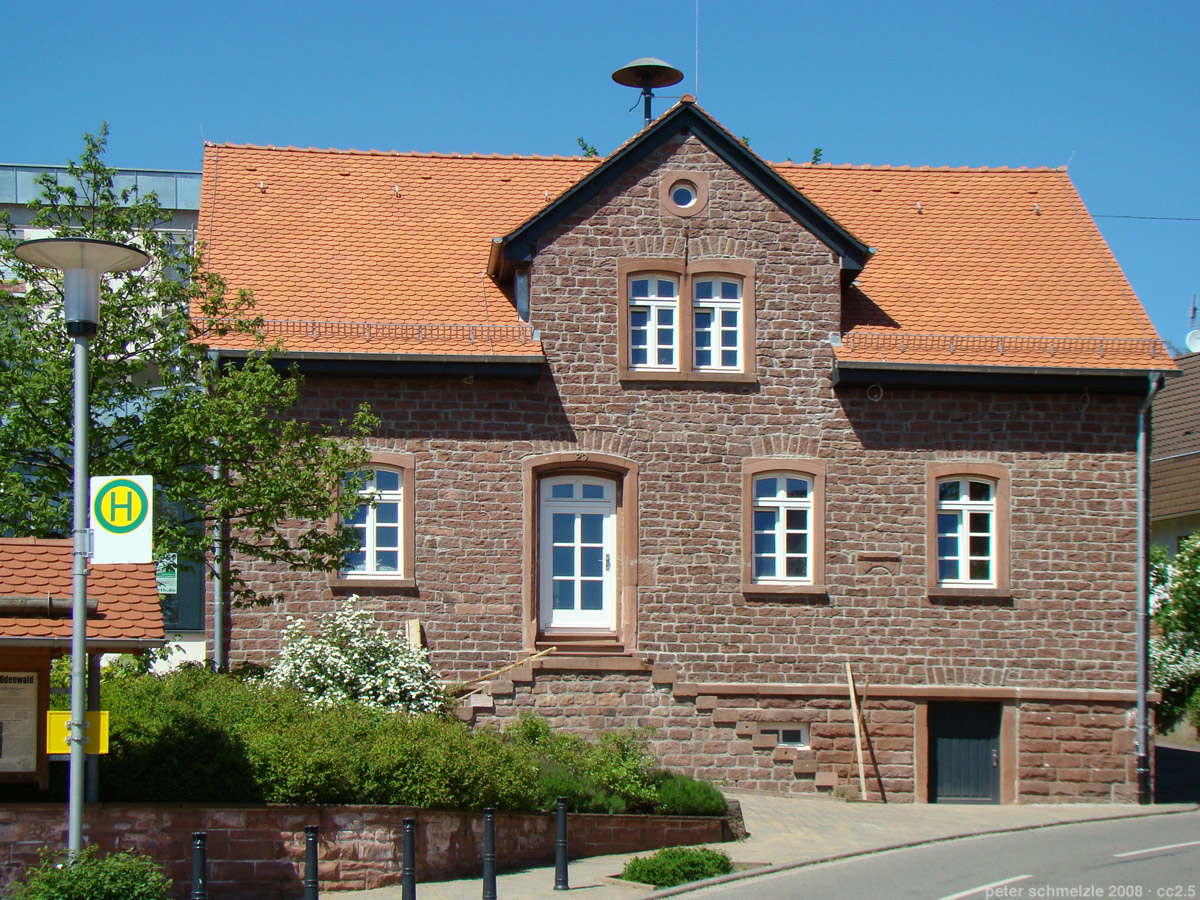
Altes Schulhaus
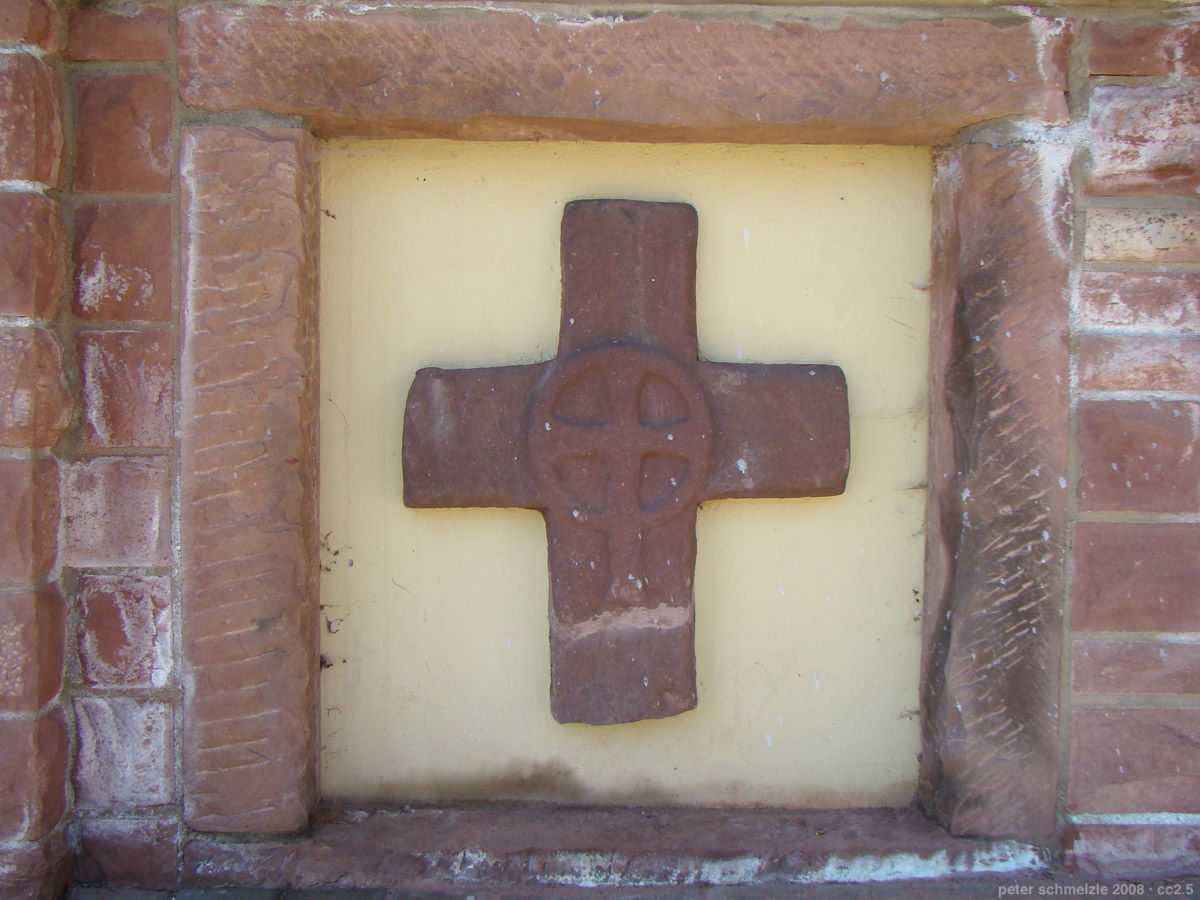
Steinkreuz am Dorfplatz
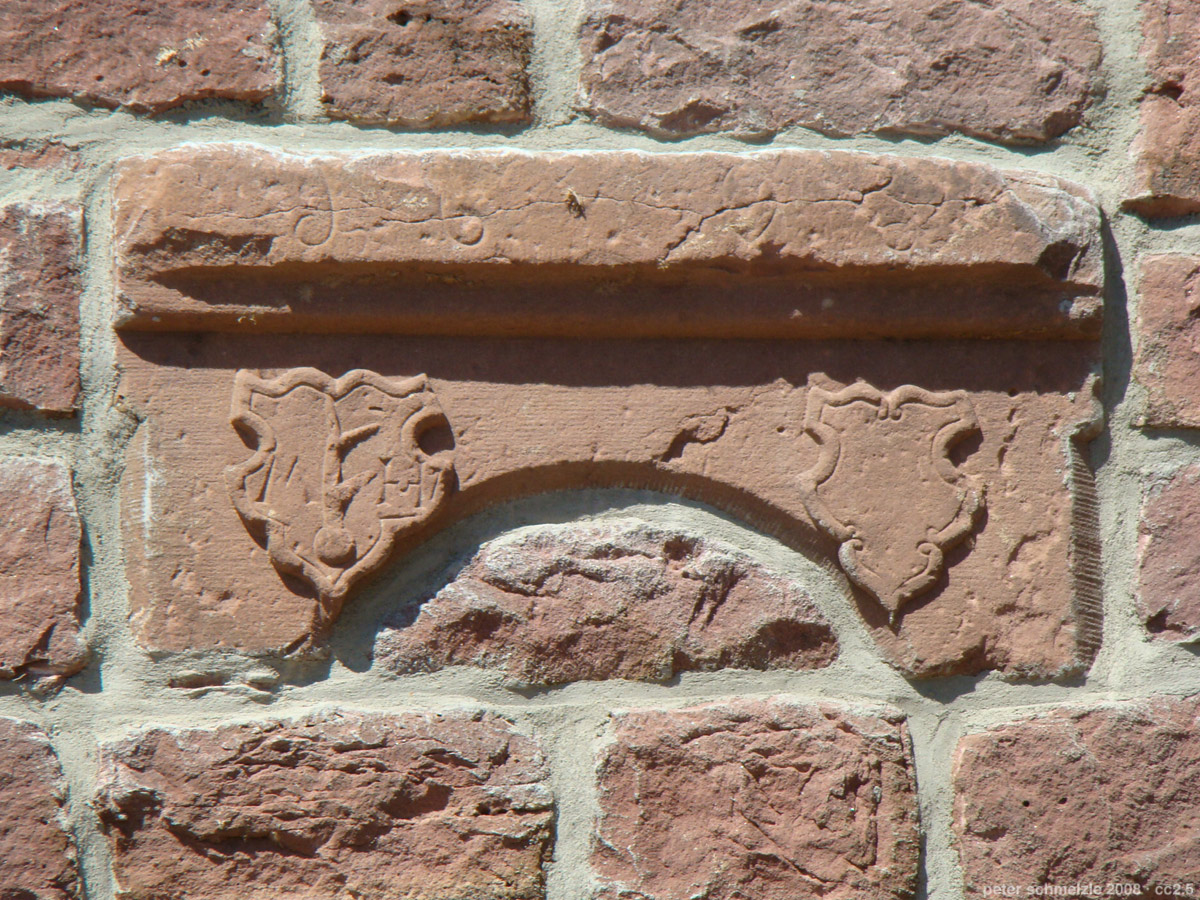
Wappenstein am alten Schulhaus

### Regelmäßige Veranstaltungen
Das zur Fastnacht gepflegte traditionelle Odenwälder Brauchtum zieht jedes Jahr Besucher aus der weiteren Umgebung an. In Darsberg findet ein Umzug von Fastnachtshexen zu Guggenmusik statt, danach wird ein Feuerrad ins Tal gerollt. Zur Fastnacht kommen je nach Witterung rund 1000 Besucher nach Darsberg.